# Pârâul Sărat, Șușița
Pârâul Sărat este un curs de apă, afluent al râului Șușița. 